# Kunstwerk (artistiek)

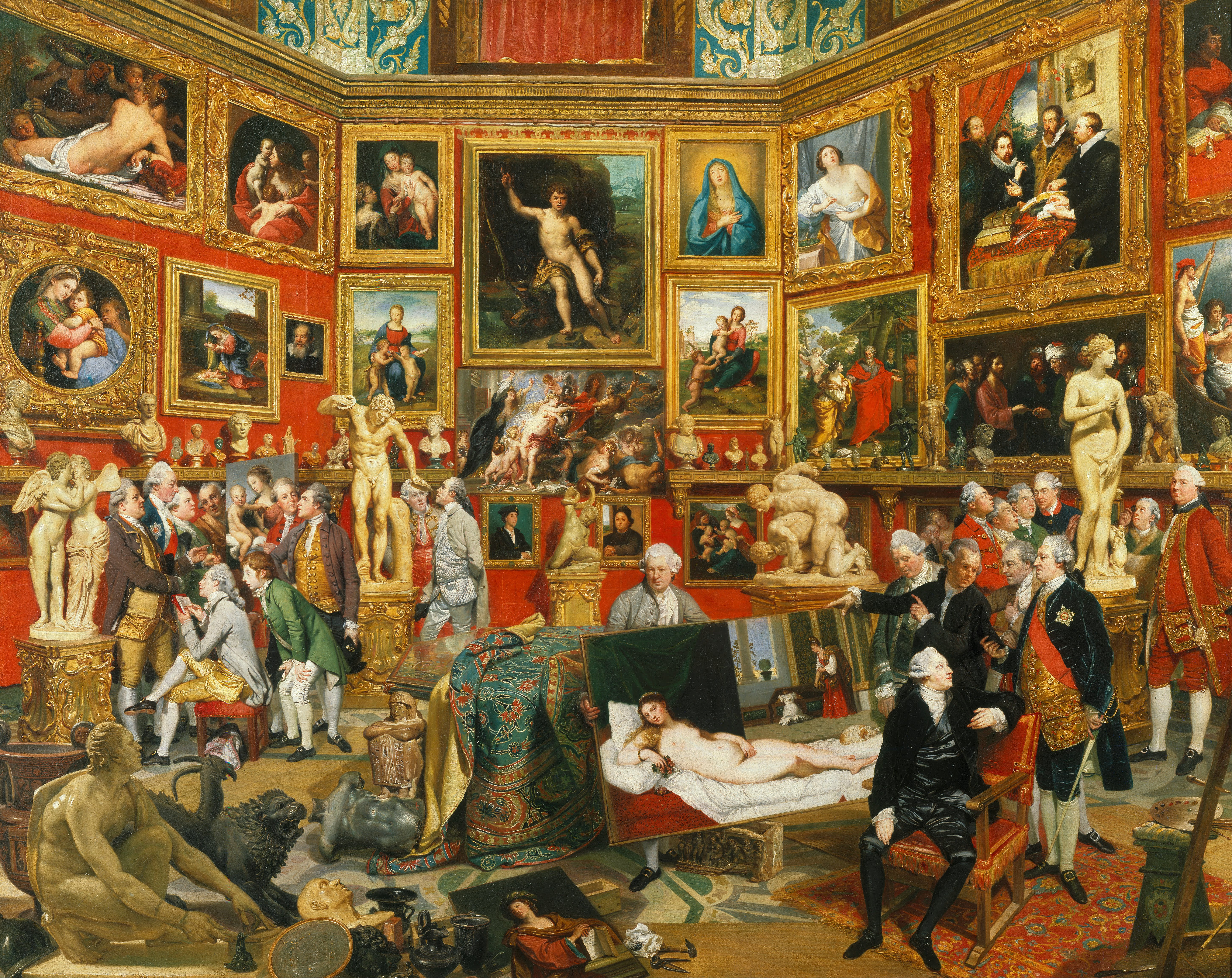
Johann Zoffany: The Tribuna of the Uffizi (1772-78). Dit schilderij toont een groot aantal kunstwerken uit de Europese kunstgeschiedenis

Een kunstwerk is een object, of een concept, of een constellatie, dat kan worden gekenmerkt als kunst.
De term kunstwerk kan in heel letterlijke zin gebruikt worden voor objecten, vaak uit de beeldende kunst. Het woord kan ook in een ruimere betekenis worden toegepast op een idee, bijvoorbeeld als het gaat om conceptuele kunst of om een performance of een literair werk.
Werken van beeldende kunst zoals een schilderij, een foto, een beeldhouwwerk en een video-installatie kunnen allemaal onder de noemer 'kunstwerk' vallen, wanneer deze door een kunstenaar gemaakt zijn en als kunst bedoeld zijn. Ook kenmerkende bouwkundige kunstwerken vallen als artistieke kunstwerken onder het auteursrecht, zodat foto's of modellen van zulke werken niet zonder meer gepubliceerd of tentoongesteld mogen worden.
Over het algemeen wordt een kunstenaar 'een kunstenaar' genoemd omdat hij of zij een bijzondere visie heeft en een bijzondere manier heeft om met materiaal of de thematiek om te gaan. Een kunstenaar, die aan het werk is, zal bijvoorbeeld bij het fotograferen niet zomaar toevallige kiekjes maken, maar zal hierbij bewust op alle beeldelementen letten en met zijn uitsnede een versterkte zeggingskracht trachten te creëren.
Het mentale perspectief op een onderwerp of een materiaal is van een andere aard dan waar het materiaal of onderwerp normaliter mee te maken zou krijgen.
Soms worden voorwerpen (artefacten) uit andere culturen beschouwd als kunstwerken omdat zij zo bijzonder zijn terwijl ze oorspronkelijk niet als kunstwerk bedoeld waren maar bijvoorbeeld gebruikt werden voor rituelen.
Voorwerpen waarvan tijdens de vervaardiging het ambachtelijke voorop staat noemt men veelal 'handwerk'. Er worden overigens veel meer en andere materialen gebruikt voor het maken van kunstwerken dan enkel schildersdoek en olieverf of klei, marmer en brons.

## Voorbeelden
- Aquarel
- Assemblage
- Beeld
- Collage
- Ets
- Foto
- Installatie
- Litho
- Schilderij
- Sieraad
- Tekening
- Video
- Zeefdruk

## Overige
- De term 'kunstwerk' kan in de ruime zin ook overdrachtelijk gebruikt worden voor iets dat op bewerkelijke of juist zeer simpele wijze heel mooi gemaakt of ontstaan is, of op ironische wijze voor iets dat juist heel erg lelijk gedaan is.